# Zombistan
 (avril 2014).
Zombistan est un album de bande dessinée, publié en avril 2009 en Turquie, dans le genre horreur-suspense, écrit et dessiné par Cem Özüduru qui fait partie de l'équipe du Studio Rodeo.
C'est l'histoire de Maho venu à Istanbul depuis l'est de la Turquie, et de sa rencontre avec trois jeunes universitaires qui luttent pour survivre à l'épidémie de zombis qui ravage la ville.
L'histoire a ses références sociologiques et politiques, et dans son contexte sombre, contient pourtant des éléments humoristiques.
Une particularité du livre est qu'il a été publié avec deux couvertures différentes.

## Sources
- revue korkak-draje
- reportage dans le journal national Hurriyet